# Actinostola bulbosa
Actinostola bulbosa is een zeeanemonensoort uit de familie van de Actinostolidae. De wetenschappelijke naam van de soort is voor het eerst geldig gepubliceerd in 1928 door Carlgren.